# Richard Kelly
Richard Kelly (Newport News, 1975. március 28. – ) amerikai filmrendező, forgatókönyvíró és filmproducer. Ő írta és rendezte a Donnie Darko, A káosz birodalma és A doboz című filmeket.

## Élete
Kelly a Virginia állambeli Midlothianban nőtt fel, és ott is járt iskolába és középiskolába, ahol 1993-ban érettségizett. Gyermekkorában édesapja a NASA-nál dolgozott a Mars Viking Lander programon. Ösztöndíjat nyert a Dél-kaliforniai Egyetemre, ahol az USC School of Cinema-Television (Mozi és televíziós szak) szakon tanult. Két rövidfilmet készített az egyetemen, a The Goodbye Place-t és a Visceral Mattert, mielőtt 1997-ben lediplomázott.
Richard Kelly a The Film That Changed My Life (A film, amely megváltoztatta az életemet) című interjúban beszélt arról, hogy Robert K. Elder íróval együtt nézte meg a Brazil című filmet:
" Azt hiszem, a legnagyobb dolog, amit Terry-től tanultam, hogy minden képkocka megérdemli, hogy odafigyeljünk a részletekre. Minden képkocka megérdemli, hogy megfagyasszák az időben, majd a falra dobják, mint egy olajfestményt, és ha minden képkockán keményen dolgozol, akkor a filmed jelentése mélyebbé, felfokozottabbá válik"
A Donnie Darko (2001) volt Kelly első nagyjátékfilmje, amelyet több díjat is nyert. Később az Empire magazin minden idők 50 legjobb független filmjének listáján a 2. helyre került, Quentin Tarantino Kutyaszorítóban című filmje mögött.
2005-ben Richard Kelly írta a Tony Scott által rendezett Domino című film forgatókönyvét. Kelly azt nyilatkozta: "A filmet a filmeseknek kell megírniuk: "Ez egy csodálatos élmény volt. Tony Scottnak írtam. Ez Tony Scott nagyon személyes projektje volt, amit nyolc éven át fejlesztett Domino Harvey-val, aki közeli barátja volt, és szinte olyan volt neki, mintha a lánya lenne. Évekig próbálta elmesélni a lány történetét, így számomra megtiszteltetés volt, hogy együtt dolgozhattam Tonyval, megírhattam neki a forgatókönyvet, és megtervezhettem ezt az igazán bonyolult kirakós játékot, hogy elmesélhessem a lány történetét. Szóval ez egy kiváltság volt."
Második nagyjátékfilmje, A káosz birodalma, amelynek nyers vágott változata a 2006-os cannes-i filmfesztivál versenyprogramjában szerepelt, 2007. november 16-án került a mozikba, a főszerepekben Dwayne Johnson, Sarah Michelle Gellar, Seann William Scott, Kevin Smith és Miranda Richardson látható.
Harmadik nagyjátékfilmje, A doboz egy misztikus thriller volt. 2011-ben Richard Kelly bejelentette, hogy ő írja és rendezi a Corpus Christi című, Texasban játszódó filmet, amelynek producere Eli Roth lesz. A produkciót pénzügyi és szereposztási problémák miatt törölték. Kelly azt mondta, hogy a Corpus Christi helyett egy Amicus című, igaz történet alapján írt krimi forgatására koncentrálna, James Gandolfini főszereplésével, akinek 2013-ban bekövetkezett halála ezt megakadályozta.
A PopMatters magazinnak adott 2017-es interjújában Kelly azt mondta, hogy nem zárkózik el a Donnie Darko hivatalos folytatástól. A 2009-es Donnie Darko folytatásával, a S. Darkóval kapcsolatban Kelly azt mondta: "Semmi közöm nem volt hozzá. És utálom, amikor az emberek megpróbálnak engem hibáztatni vagy felelőssé tenni érte, mert nem volt közöm hozzá. Nem nálam voltak a [Donnie Darko franchise] jogai, le kellett mondanom róluk, amikor 24 éves voltam. Utálom, amikor az emberek erről kérdeznek, mert soha nem láttam és nem is fogom, szóval... ne kérdezzenek a folytatásról." 

## Filmjei
Rövidfilmek
| Év   | Cím               | Rendező | Forgatókönyvíró | Producer | Megjegyzés         |
| ---- | ----------------- | ------- | --------------- | -------- | ------------------ |
| 1996 | The Goodbye Place | Igen    | Igen            | Igen     | Hangmérnök is volt |
| 1997 | Visceral Matter   | Igen    | Igen            | Nem      |                    |

Nagyjátékfilm
| Cím  | Év                                                   | Rendező | Forgatókönyvíró | Producer |
| ---- | ---------------------------------------------------- | ------- | --------------- | -------- |
| 2001 | Donnie Darko                                         | Igen    | Igen            | Nem      |
| 2004 | Donnie Darko: The Director's Cut (Rendezői változat) | Igen    | Igen            | Nem      |
| 2005 | Domino                                               | Nem     | Igen            | Nem      |
| 2006 | A káosz birodalma                                    | Igen    | Igen            | Nem      |
| 2009 | A világ legjobb apukája                              | Nem     | Nem             | Igen     |
| 2009 | I Hope They Serve Beer in Hell                       | Nem     | Nem             | Igen     |
| 2009 | A doboz                                              | Igen    | Igen            | Igen     |
| 2010 | Végjáték                                             | Nem     | Nem             | Igen     |

## Díjak és jelöléseks
| Év   | Díj                                | Kategória              | Cím                    | Eredmény |
| ---- | ---------------------------------- | ---------------------- | ---------------------- | -------- |
| 2001 | Sundance Filmfesztivál             | A zsűri nagydíja       | Donnie Darko           | Jelölve  |
| 2001 | Sitges Film Festival               | Legjobb film           | Donnie Darko           | Jelölve  |
| 2002 | Online Filmkritikusok Társasága    | Áttörő filmes          | Donnie Darko           | Jelölve  |
| 2002 | Independent Spirit Awards          | Legjobb elsőfilm       | Donnie Darko           | Jelölve  |
| 2002 | Independent Spirit Awards          | Legjobb elsőfilmes     | Donnie Darko           | Jelölve  |
| 2002 | Chicagói Filmkritikusok Szövetsége | Legígéretesebb rendező | Legígéretesebb rendező | Jelölve  |
| 2006 | Cannes-i fesztivál                 | Arany Pálma            | A káosz birodalma      | Jelölve  |

## Fordítás
- Ez a szócikk részben vagy egészben  a   Richard Kelly (filmmaker) című angol Wikipédia-szócikk fordításán alapul.  Az eredeti cikk szerkesztőit annak laptörténete sorolja fel. Ez a jelzés csupán a megfogalmazás eredetét és a szerzői jogokat jelzi, nem szolgál a cikkben szereplő információk forrásmegjelöléseként.